# Complessi monumentali rinascimentali di Úbeda e Baeza
I Complessi monumentali rinascimentali di Úbeda e Baeza sono un sito del patrimonio dell'umanità dell'UNESCO costituito da monumenti presenti nelle città di Úbeda e Baeza in Spagna. Il riconoscimento è avvenuto nel 2003.

## Descrizione
I monumenti rinascimentali presenti nelle due città dell'Andalusia sono in ottimo stato di conservazione e rappresentano un notevole esempio di questo stile in Spagna. Sono l'evidenza del periodo di maggior sviluppo culturale delle due cittadine andaluse dopo la cacciata dei musulmani dal sud della Spagna. Le due città si trovano ad appena nove chilometri l'una dall'altra e sono due centri di piccole dimensioni, la cui superficie dei siti è rispettivamente di 4,2 e 4,8 ettari.
La zona di collegamento è diventata un'area rurale protetta che collega le due zone di rispetto che circondano i centri storici delle due città.

### Baeza
Assieme alla città vicina di Úbeda, fu il primo esempio di introduzione dell'architettura rinascimentale in Spagna. Il nuovo stile architettonico, importato dalle penisola italiana, venne magistralmente fuso con lo stile moresco dovuto a tre secoli di influenze islamiche della Spagna di al-Andalus. Notevole la capacità della lavorazione della pietra ereditata dall'epoca islamica e portata ai sommi livelli da Andrés de Vandelvira.
Centro monumentale della vita della città è la Plaza del Ayuntamiento, sulla quale si affacciano l'Ayuntamiento (municipio) rinascimentale del 1559 e le rovine del Convento di san Francesco, rinascimentale del XVI secolo, che fu distrutto nel XIX secolo. Poco distante è la chiesa romanica di san Paolo, del Duecento. Su una vasta piazza, con al centro una fontana detta fuente de Santa María del 1564, sorge la Cattedrale, edificio gotico-rinascimentale, eretto fra il 1567 e il 1593 su una preesistente moschea. A fianco della cattedrale sorgono le Casas Consistoriales altas, in pietra scura del secolo XVI. Il Palacio de Jabalquinto, grande costruzione dei secoli XV-XVI ospita il seminario di san Filippo Neri alla destra del quale c'è l'antica Università, oggi collegio, costruita nel 1595. Nei pressi c'è la chiesa della santa Croce, romanica del XII secolo. Nel Paseo dove convergono varie vie s'innalza la Torre dell'orologio, del Duecento, e poco distante la chiesa di sant'Andrea, gotica, eretta dal 1500 al 1520. La piazza del Popolo ha al centro la Fuente de los Leones, fontana con la statua romana forse della dea Cibele e intorno le Casas Consistoriales bajas e la casa del Pópulo entrambe del XVI secolo, la Carnicería, antico macello pubblico del 1548 e la Puerta del Pópulo, porta merlata del 1526.

### Úbeda
Il nucleo degli edifici più rappresentativi si affaccia sulla Plaza Vázquez de Molina, il centro monumentale della città, dove si trovano:
- la Iglesia de Santa Maria de los Reales Alcazares del XIII secolo costruita in stile gotico;
- la Sacra Capilla del Salvador (una cappella rinascimentale del 1540-56), progettata da Diego de Siloé per Francisco de los Cobos y Molina;
- il Palacio Vela de los Cobos (XVII secolo) oggi è adibito a Parador Nacional de Turismo;
- il Palazzo Vázquez de Molina, detto anche Casa de las Cadenas, progettato da Andrés de Vandelvira nel XVI secolo ed è la sede del comune della città (Ayuntamiento);
- la Casa de las Torres, o Palacio de los Dávalos, costruito per Ruy López Dávalos e completato nel 1520.

Oltre a questi, vi sono altri edifici religiosi di grande importanza:
- la Iglesia de San Pablo (una chiesa romanico-gotica dei secoli XIV secolo-XVI secolo, con interno rinascimentale;
- la Capilla del Camarero Vago, rinascimentale, risalente al XVI secolo;
- la Iglesia de la Trinidad, del XVIII secolo;
- la Iglesia de San Nicolas, una struttura gotico-rinascimentale del XVI secolo, costruita su un'antica sinagoga.

Altro monumento storico è l'Hospital de Santiago, un esempio del rinascimento andaluso d'ispirazione italiana, innalzato nel 1562-75.